# Azuragrion
Azuragrion – rodzaj ważek z rodziny łątkowatych (Coenagrionidae).
Należą do niego następujące gatunki:
- Azuragrion buchholzi
- Azuragrion granti
- Azuragrion kauderni
- Azuragrion nigridorsum
- Azuragrion somalicum
- Azuragrion vansomereni